# Heiligegeiststraße 14 (Quedlinburg)

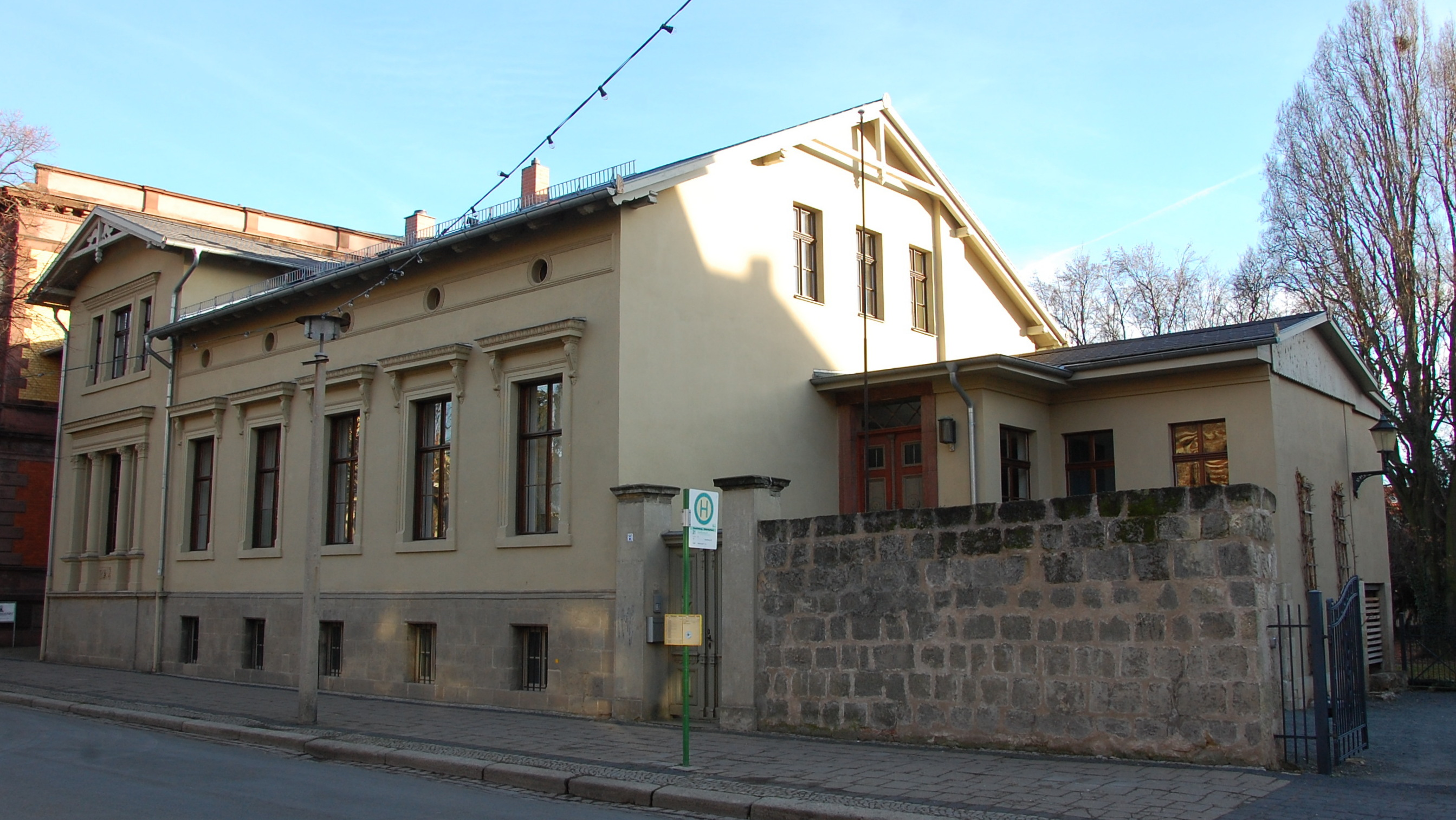
Haus Heiligegeiststraße 14, Westteil

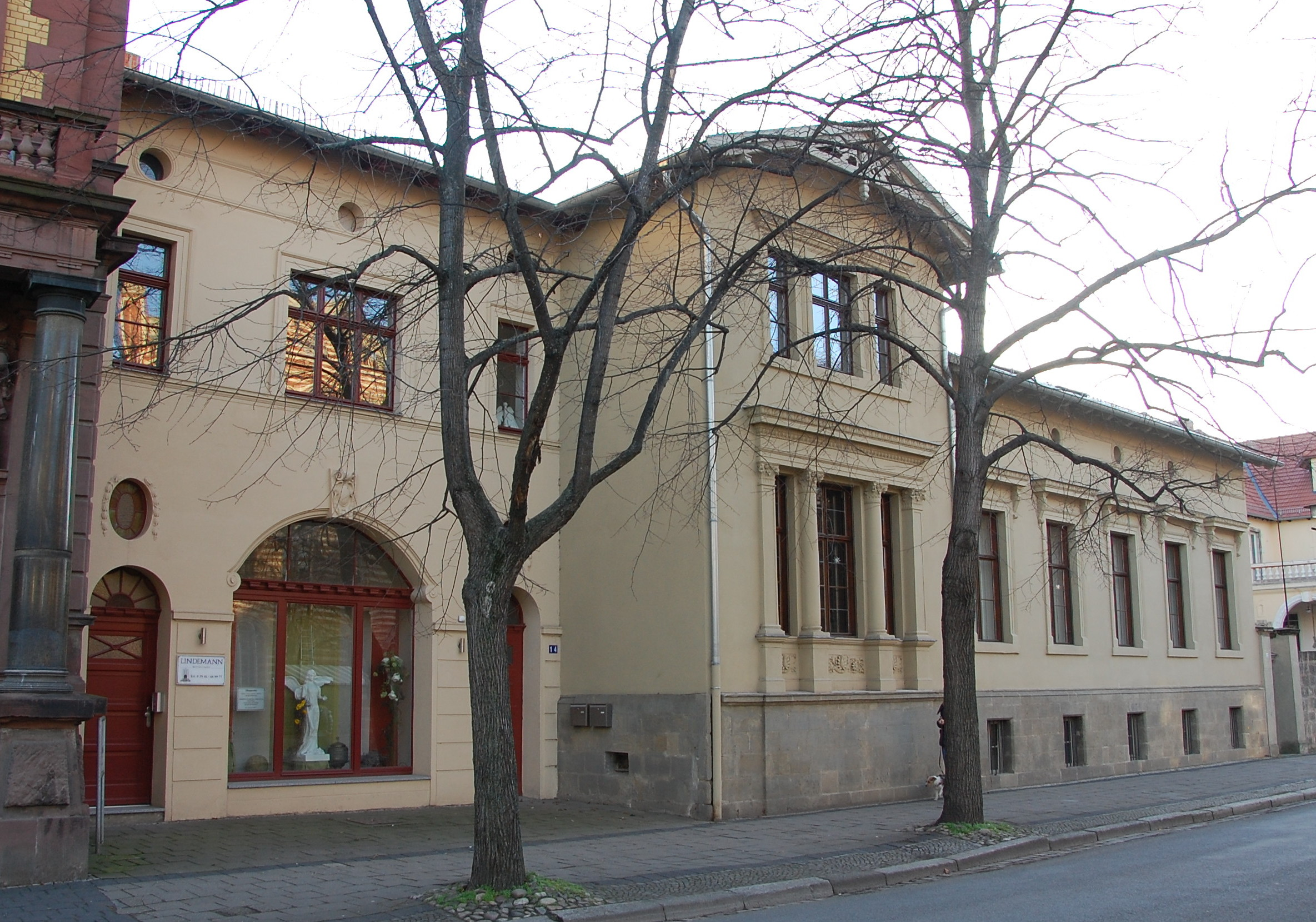
Östlicher Gebäudeteil

Das Haus Heiligegeiststraße 14 ist ein denkmalgeschütztes Gebäude in der Stadt Quedlinburg in Sachsen-Anhalt.

## Lage
Es liegt südöstlich der historischen Quedlinburger Altstadt auf der Südseite der Heiligegeiststraße. Im Quedlinburger Denkmalverzeichnis ist es als Wohnhaus eingetragen. Östlich grenzt das gleichfalls denkmalgeschützte Haus Heiligegeiststraße 13 an.

## Architektur und Geschichte
Das Gebäude entstand in der Zeit um 1850 im Stil des Klassizismus. Es besteht aus zwei jeweils villenartigen Gebäudeteilen, die ungefähr zur selben Zeit entstanden. Der Westteil zeigt dabei eine Gestaltung nach Vorbild des Berlin-Potsdamer Klassizismus mit edlen Details. Der östliche Teil tritt deutlich aus der Straßenflucht zurück. Im Ostteil besteht im Erdgeschoss ein Ladengeschäft in dem (Stand 2013) ein Bestattungsunternehmen ansässig ist.